# Wanda Żukowska
Wanda Żukowska, pseudonim Vanddi – wielokrotnie nagradzana kompozytorka wielu znanych piosenek i hitów dla czołówki artystów polskich. Jest pianistką i wirtuozem instrumentów klawiszowych interpretującą jazz, pop-rock, blues, klasykę i grającą w swoim unikalnym stylu. W ciągu długoletniej kariery jest również autorem tekstów i bajki-musicalu dla teatru, aranżerem, pedagogiem, mentorką nagrań i koncertów uznanych artystów w USA.
W roku 2024 Na moim sercu dla Karin Vervain osiągnęło #1 na Liście Przebojów Stacji Radiowej Wnet w Polsce. W 2023 roku jej klasyk Tylko mnie poproś do tańca oryginalnie nagrany w 1979 roku przez Anna Jantar, zyskał nową interpretację Sary James (uprzednia półfinalistka America Got Talent) i Igora Herbuta. Wykonali oni ją ponownie na koncercie na Międzynarodowym Festiwalu Piosenki Sopot 2023 International Song Festival „Top of the Top”. Utwór ten nazywany „piosenką kultową” wykonywany jest przez wielu czołowych artystów takich jak Irena Jarocka (wersja angielska „Dancing all Night with the Stranger”), Katarzyna Groniec, Krystian Ochman („Voice of Poland” 2021) Justyna Steczkowska i innych.
Kompozycja Żukowskiej Gwiazda nad tobą nominowana do Grand Prix, zdobyła III miejsce na Intervision Song Festival 1978 w Sopocie gdzie została nagrodzona za kompozycję i aranżację w interpretacji Lidii Stanisławskiej. Wanda Żukowska jest również kompozytorem wielu piosenek dla Ireny Santor jak Kowalem swego szczęścia każdy bywa sam i Komu mogę dać mój czas. Piosenka z jej muzyką Kochać cię nie przestanę nagrana przez Krzysztofa Krawczyka (jako Kristof) zwyciężyła w głosowaniu telewidzów. Angielska wersja tego utworu pt. „Forgive Me, Love Is Blind” dotarła z sukcesem do międzynarodowej publiczności.

## Edukacja i początki kariery
Wanda Żukowska zajmuje się komponowaniem muzyki i tekstów oraz pisaniem wierszy od siódmego roku życia. W wieku trzynastu lat zaprezentowała swój pierwszy utwór na orkiestrę symfoniczną. Jako nastolatka zaczęła pisać piosenki i występować publicznie w zespołach np. jako liderka kwartetu jazzowego „OMEN” w studenckich klubach w Warszawie.
Profesjonalną i wszechstronną edukację muzyczną rozpoczęła mając osiem lat w warszawskich Państwowych Szkołach Muzycznych uzyskując kolejno dyplom z teorii muzyki oraz w roku 1975 tytuł magistra sztuki na wydziale pedagogiki na Uniwersytecie Muzycznym Fryderyka Chopina w Warszawie (PWSM). Na koncercie dyplomowym Wanda dyrygowała orkiestrą symfoniczną wykonując swoją kompozycję „Droga do Sagunto”. Wartość i wydźwięk tego utworu został uznany przez profesorów i krytyków jako porównywalny do poziomu kompozycji Michel Legrand. Dodatkowe studia obejmowały aranżację jazzową u Jana Ptaszyna Wróblewskiego, fortepian u Marii Koreckiej oraz dyrygenturę.

## Kariera zawodowa
Wanda Żukowska pisze piosenki, symfoniczny-pop, piosenki poetyckie zdobywając nagrody, muzykę do programów telewizyjnych, baletu, piosenki dla dzieci i muzykę komercyjno-marketingową. Jej piosenki/muzyka są wykorzystywane w filmach i teatrze. Wiele jej piosenek znalazło się w pierwszej dziesiątce list przebojów pop w Polsce i sprzedało się w milionach egzemplarzy osiągając poziom Złotej Płyty oraz tytuły Piosenki Roku, Piosenki Miesiąca, prowadząc listy przebojów zdobywało nagrody i międzynarodową popularność.
W latach 1979–1980 koncertowała jako pianistka i instrumentalista klawiszowy z Big Bandem między innymi w Sali Kongresowej oraz przewodząc w zespole organizowanym przez Polską Agencję Artystyczną „Pagart” w koncertach po Europie. W 1981 roku otrzymała odznaczenie Ministra Sztuki w kategorii Zasłużonego Działacza Kultury. Będąc pianistką/akompaniatorką w składzie Państwowej Agencji Koncertowej (Stołeczna Estrada), grając dla czołowych artystów scen polskich, otrzymała tytuł-licencję najwyższej kategorii „Pianista Solista” nadaną przez Ministra Sztuki, przyznając jej najwyższe honorarium za występy estradowe.
Od lat 80. Wanda Żukowska mieszka w Stanach Zjednoczonych. W roku 1986 została wybrana na jedno z dwunastu miejsc jako uczestniczka warsztatów teatralnych BMI’s Lehman Angel Musical Theater Workshop organizowanego przez BMI (Broadcast Music, Inc.) na Manhattanie w Nowym Jorku dla profesjonalnych pisarzy teatralnych dla Broadwayu. Przez ponad dwie dekady, używając nazwiska po mężu Labecki, pracowała przy musicalach wystawianych w rejonie Nowego Jorku (Westco Production, The Hackley Performing Arts Productions) Była tu dyrektorem muzycznym lub trenerem i akompaniatorem dla artystów scenicznych do przedstawień takich jak: The Music Man, A Chorus Line, Peter Pan, Guys & Dolls, Anything Goes, a także do nowych spektakli: Pianothoughts, All Gershwin i Abercrombie.
Wanda Żukowska była również wielokrotnie zapraszana jest do występowania na amerykańskiej i kanadyjskiej scenie grając solo oraz u boku polskich artystów takich jak Krzysztof Krawczyk, koncerty w Polsce, Michał Bajor (Manhattan 1991, 1996), Mieczysław Święcicki i Irena Jarocka koncerty „With a Song Around the World”.
Kontynuując pracę twórczą jako kompozytor i autorka tekstów zajmuje się nowymi nagraniami oraz większą formą teatralną muzycznej bajki scenicznej-musicalu. Pozostając aktywną na scenie jako wykonawca Wanda „Vanddi” Żukowska od ponad dwóch dekad używa pseudonimu scenicznego Vanddi grając kameralne koncerty dla amerykańskiej publiczności z jej oryginalną muzyką, prezentując tworzone przez nią na żywo improwizacje w formie otwartej („Pianothoughts”) lub na tematy znanych standardów oraz utwory klasyczne.
Wanda “Vanddi” Żukowska jest członkiem ZAiKS (Stowarzyszenie Autorów i Kompozytorów) w Polsce oraz BMI w USA.

## Wybrane utwory chronologicznie
- 2024 – Na moim sercu dla Karin Vervain, muz. sł. Wanda Vanddi Zukowska, #1 Song Radio Wnet
- 2023 – Tylko mnie poproś do tańca muz. Wanda Żukowska sł. Bogdan Olewicz dla Sary James i Igora Herbuta – piosenka wybrana do reprezentowania festiwalu Jabłonki
- 2000/2005 – Dancing All Night With the Stranger muz. Wanda Vanddi Żukowska sł. Wilma Classon angielska wersja Tylko mnie poproś do tańca dla Ireny Jarockiej. W 2005 – 2. miejsce na liście przebojów New York Independent Station „Radio Rytm” Top 40 International
- 2001 – Ty i ja to serca dwa muz., sł. Wanda Vanddi Żukowska sł.Janusz Kondratowicz
- 2001 – Nie chce więcej sama być muz., sł. Wanda Vanddi Żukowska (sł. pod ps. M. Maner) – zamówienie dla Ireny Jarockiej
- 1999 – Not Only Mozart – muzyka Vanddi – album na skrzypce i orkiestrę, skomponowany/aranżowany/nagrany/wyprodukowany przez Vanddi, dla skrzypaczki Karen Briggs („women in red” from Live at the Acropolis) i Janice Martin nagrany studyjnie przez Vanddi z NY Virtual Symphony.
- 1998 – Muzyka marketingowa dla LOT Airlines
- 1998 – Pianothoughts- album fortepianowy muz. Vanddi c/o LaBecki Music, NY. – wydanie autorskie
- 1993/1992 – Garden of Flowers muzyka baletowa dla Claudia Boettcher Theatre, NY. Dance Company w Nowym Jorku
- 1989/1983 – Etiuda na fortepian i małe utwory na fortepian i muzyka filmowa
- 1982 – Iluzja Diptichu („Diptych”) na saksofon altowy i zespół jazzowy
- 1981 – Do Tańca muzyka, produkcja i aranżacja Wanda Żukowska sł. A. Jastrzębiec Kozłowski dla Ireny Jarockiej i zespołu rockowego
- 1979 – Tylko mnie poproś do tańca sł. B.Olewicz dla Anna Jantar. Piosenka nagrodzona drugim miejscem na Międzynarodowym w Konkursie Piosenki Tampere TV w Finlandii. 1979 – „Co moje to twoje” muz. arr. Wanda Żukowska sł. Anna Bernat – dla Polskiego Radia
- 1978 – Gwiazda nad toba muz. arr. Wanda Żukowska dla Lidii Stanisławskiej. Nominowana do Grand Prix na Międzynarodowym Festiwalu i Konkursie Piosenki Interwizji – Sopot 78, nagrodzona III miejscem za kompozycję i aranżacje na festiwalową orkiestrę symfoniczną. 1978 – „Kochać cię nie przestanę” sł. Jerzy Dąbrowski dla Krzysztofa Krawczyka. Piosenka zdobywa pierwsze miejsce w głosowaniu widzów TV Studio Gama oraz w kategorii „Piosenka Roku” ciesząca się niesłabnącą popularnością przez wiele lat
- 1978 – Nie zatrzymuj mnie nianiu – sł. Agnieszka Osiecka. do programu telewizyjnego dla Violetta Villas
- 1978 – Prośba przed snem sł. Jerzy Dąbrowski dla Anny Jantar. Pierwsza Nagroda w konkursie za walory artystyczne utworu
- 1978 – A za nami będą wiosny Piotr Losowski. Pierwsza i trzecia nagroda tytuł Najlepszej Piosenki Artystycznej w konkursie Poznań 78
- 1977 – Obłoki rozchyliła gwiazda” sł. J.J. Emir dla Zbigniewa Koconia
- 1977 – Zupełnie nowy rok sł. J.J. Emir dla Anny Jantar. Radiowa lista przebojów PR
- 1976 – Dwoje ludzi z marzeń muz. arr. Wanda Żukowska sł. Anna Bernat – tytuł „Piosenki Miesiąca”
- 1976 – Kto kocha ten wie sł. A. Zaniewski dla Ireny Santor – tytuł „Piosenki Miesiąca”
- 1976 – Serce chore na miłość muz. arr. Wanda Żukowska dla Ireny Woźniackiej -Polskie Nagrania
- 1975 – Droga do Sagunto – utwór na pełną orkiestrę symfoniczną
- 1975 – Komu mogę dać mój czas – muz. arr. Wanda Żukowska sł. Emanuela Czerny – dla Polskiego Radia w wykonaniu Ireny Santor
- 1975 – Nie zabłądzę przy tobie dla Teresy Tutinas
- 1973 – Nauczyłeś mnie radości” sł. Anna Bernat dla Teresy Tutinas
- 1971/1977 – Piosenki dla dzieci dla Polskiego Radia oraz do słuchowisk dla Agencji Koncertowej – Stołeczna Estrada
- 1971 – Kowalem swego szczęścia każdy bywa sam dla Ireny Santor, TOP TEN na liście przebojów stacji radiowych
- 1971 – Gdy nadejdzie taki czas sł. Zbigniew Stawecki dla Ireny Santor – tytuł „Piosenka Roku” w stacjach radiowych oraz poziom Złotej Płyty
- 1970 – Nad głęboką wodą – piosenka dla Ireny Santor, tytuł Piosenki Miesiąca przez wiele lat utrzymywała się na listach Rozgłośni Radiowych
- 1969 – Łąka bez kwiatów sł. J. Wilner w wykonaniu Anny Jantar. Piosenka – zwycięzca konkursu na muzykę i aranżację – Fama 69 Festiwal Artystyczny Młodzieży Akademickiej w Świnoujściu

## Dyskografia
- Mój wielki sen MTJ – Irena Jarocka, 2020
- EMI Music / POMATON – DE-7444197 Anna Jantar – 2010
- Platynowa Kolekcja – Irena Jarocka 2-0017 Media Way, 2006
- Irena Jarocka, Kolędy Bez Granic, Paganini-LP, 2004
- Not Only Mozart, Vanddi, 1283-3 / WGB Music Farm, 2000
- Tylko mnie poproś do tańca, 57-612-2 Universal Music Polska, 2000.
- Irena Jarocka mój wielki sen, Wia-Art TVP SA 9188, 2001
- Pianothoughts, Vanddi,, WGB c/o LaBecki Music- 83022-2, 1998
- Tylko mnie poproś do tańca, Anna Jantar, Sonic Records The Collection, 1993
- The Best Of Anna Jantar 2, Polskie Nagrania Muza SX 2873, 1990
- Dla ciebie śpiewa Irena Santor, Polskie Nagrania, LP 0643
- Z tobą na zawsze, PN, LP 0832,1972
- Sława Przybylska, Sława Przybylska, Pronit LP XL 0897, 1972
- Irena Santor, Irena Santor, Muza Polskie Nagrania, LP 1404, 1975
- Irena Woźniacka, Irena Woźniacka, PRONIT, LP 1413
- Nauczyłeś mniej radości, Polskie Nagrania, LP 1430
- PRONIT, LP 1669 Irena Santor, Pronit
- Największe przeboje '78, Muza Polskie Nagrania, LP 1697
- Gwiazda nad tobą, Polskie Nagrania, LP 1711
- Single: N-0688 Ireny Santor, Tonpress
- MUZA PN, N-0700 – Kowalem swego szczęścia każdy bywa sam
- Witamy na Ursynowie, K. Krawczyk, S-317
- Single winylowe S-121 Anna Jantar, Tonpress,
- Single winylowe S-146 Lidia Stanisławska, Tonpress,
- Single winylowe SS-743 Lidia Stanisławska, Tonpress,
- Jest zamek, Muza PN, SKL 1046 – CD-266, NK-246
- Zupełnie nowy rok, A. Jantar, 6865 Polskie Radio – 6827 Muza,
- Między nami nic nie było – dla Sławy Przybylskiej, Pronit SXL 0897, 1972
- Kowalem szczęścia każdy bywa sam, Irena Santor, Agencja Wydawnicza RSW
- Pocztówka z melodią R-0222-II, Tonpress 1974
- Może jeszcze to naprawię, Jolanta Kubicka – Za Miłością Idę, Polskie Nagrania Muza (1976) SX1395
- Komu mogę dać swój czas, Irena Santor, Tonpress R-0793, 1977
- To było w Lipcu, Teresa Tutinas – Nauczyłeś mnie radości, Polskie Nagrania Muza SX 1430, 1977
- Irena Woźniacka – Irena Woźniacka Pronit SX 1413, 1977
- Gwiazda nad tobą Lidia Stanisławska, Tonpress S-146, 1978
- Tylko mnie poproś do tańca, Tonpress S-121, S-122,1978
- Kochać cię nie przestanę, Krystof, Pronit SX 2305, Don’t Leave Me, 1979
- Gwiazda nad tobą, Lidia Stanisławska, Polskie Nagrania Muza, 1979
- Kowalem swego szczęścia, Santor* Kunicka* – Nagrania na Pocztówkach, Zapotoczny Kazimierz Daj Mi Słowo
- Kto kocha ten wie, Stilon CL-092 – Różne – Rewia Rytmów Nr 1.
- Tylko mnie poproś do tańca Anna Jantar, Złote Przeboje Wifon NK-546.